# Leichtathletik-Europameisterschaften 2010/Speerwurf der Männer

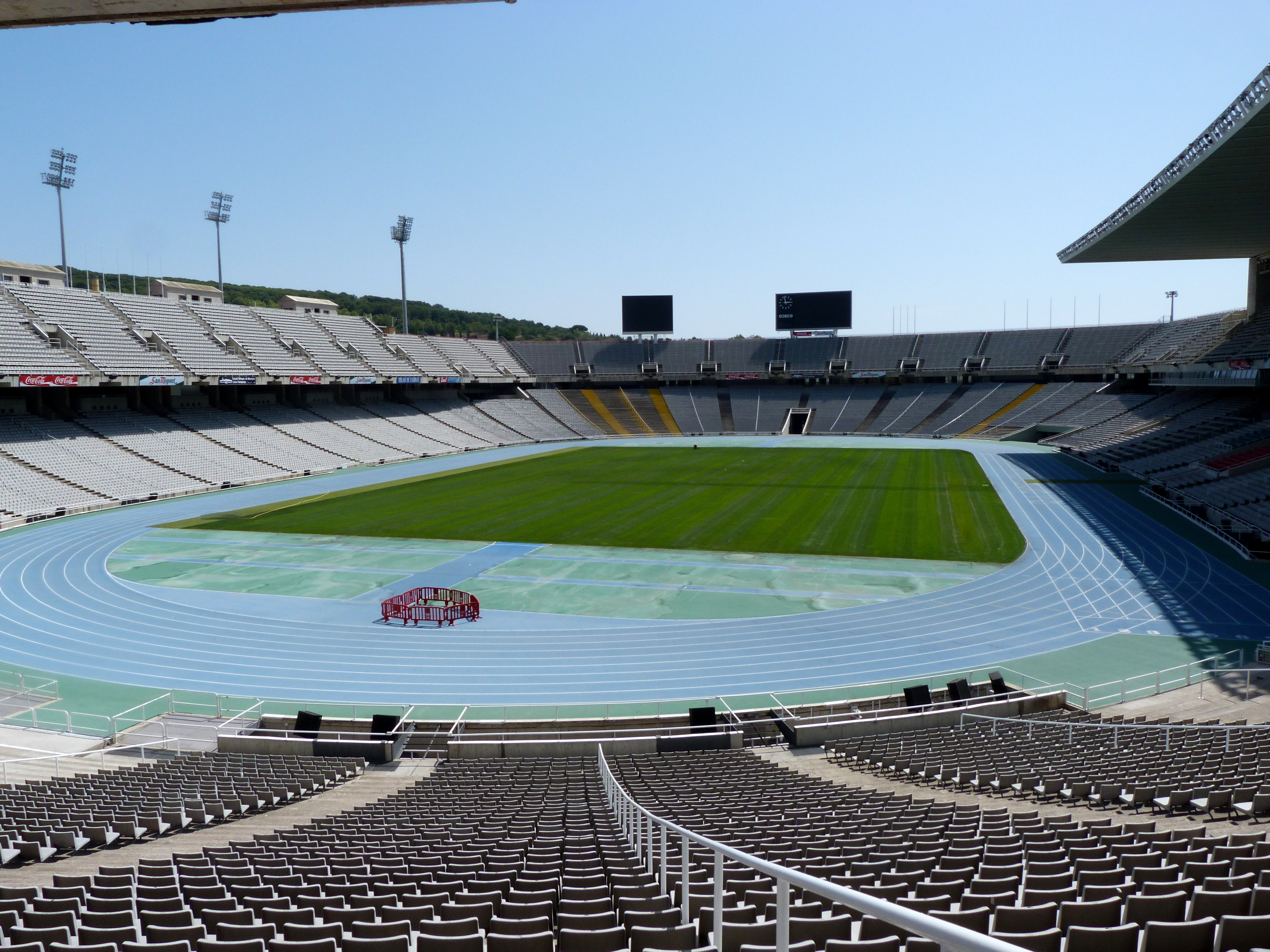
Das Olympiastadion Estadi Olímpic Lluís Companys
Barcelona im Jahr 2012

Der Speerwurf der Männer bei den Leichtathletik-Europameisterschaften 2010 wurde am 30. und 31. Juli 2010 im Olympiastadion Estadi Olímpic Lluís Companys der spanischen Stadt Barcelona ausgetragen.
Europameister wurde mit dem Norweger Andreas Thorkildsen der eindeutig beste Speerwerfer der letzten Jahre. Er war der Titelverteidiger, Olympiasieger von 2004/2008, Vizeweltmeister von 2005/2007 und amtierende Weltmeister. Platz zwei belegte der Deutsche Matthias de Zordo. Der finnische Weltmeister von 2007 und Olympiadritte von 2004 Tero Pitkämäki errang die Bronzemedaille.

## Bestehende Rekorde
| Weltrekord           | 98,48 m | Jan Železný   | Jena, Deutschland   | 25. Mai 1996    |
| Europarekord         | 98,48 m | Jan Železný   | Jena, Deutschland   | 25. Mai 1996    |
| Meisterschaftsrekord | 89,72 m | Steve Backley | EM Budapest, Ungarn | 23. August 1994 |

Der bestehende EM-Rekord wurde bei diesen Europameisterschaften nicht erreicht. Die größte Weite erzielte der norwegische Europameister Andreas Thorkildsen im Finale mit 88,37 m, womit er 1,35 m unter dem Rekord blieb. Zum Welt- und Europarekord fehlten ihm 10,11 m.

## Legende
Kurze Übersicht zur Bedeutung der Symbolik – so üblicherweise auch in sonstigen Veröffentlichungen verwendet:
| – | verzichtet |
| x | ungültig   |

## Qualifikation
23 Wettbewerber traten in zwei Gruppen zur Qualifikationsrunde an. Drei von ihnen (hellblau unterlegt) übertrafen die Qualifikationsweite für den direkten Finaleinzug von 81,00 m. Damit war die Mindestzahl von zwölf Finalteilnehmern nicht erreicht. Das Finalfeld wurde mit den neun nächstplatzierten Sportlern (hellgrün unterlegt) auf zwölf Werfer aufgefüllt. So reichten schließlich 76,69 m für die Finalteilnahme.

### Gruppe A
30. Juli 2010, 10:20 Uhr

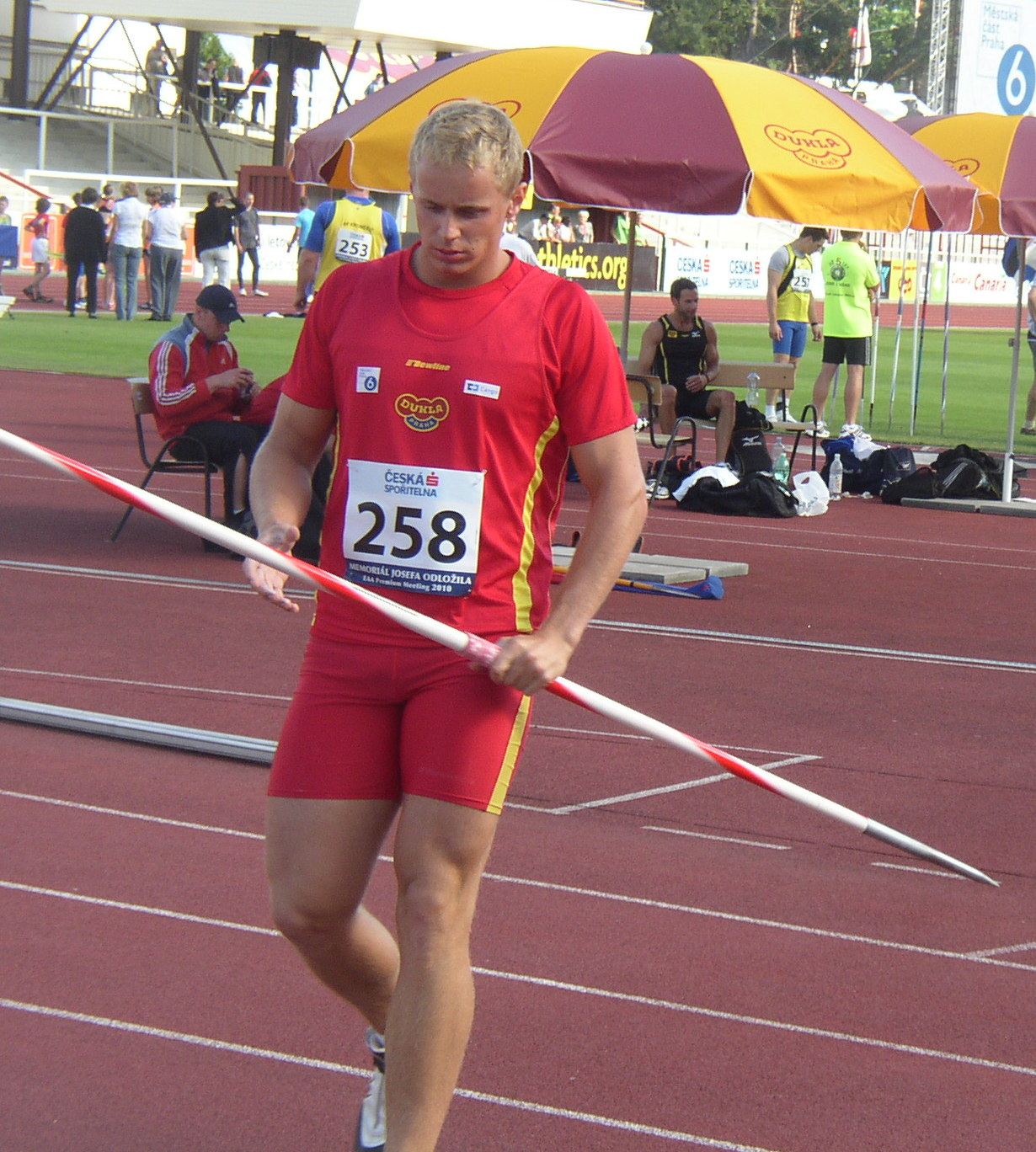
Jakub Vadlejch schied mit 76,04 m in der Qualifikation aus
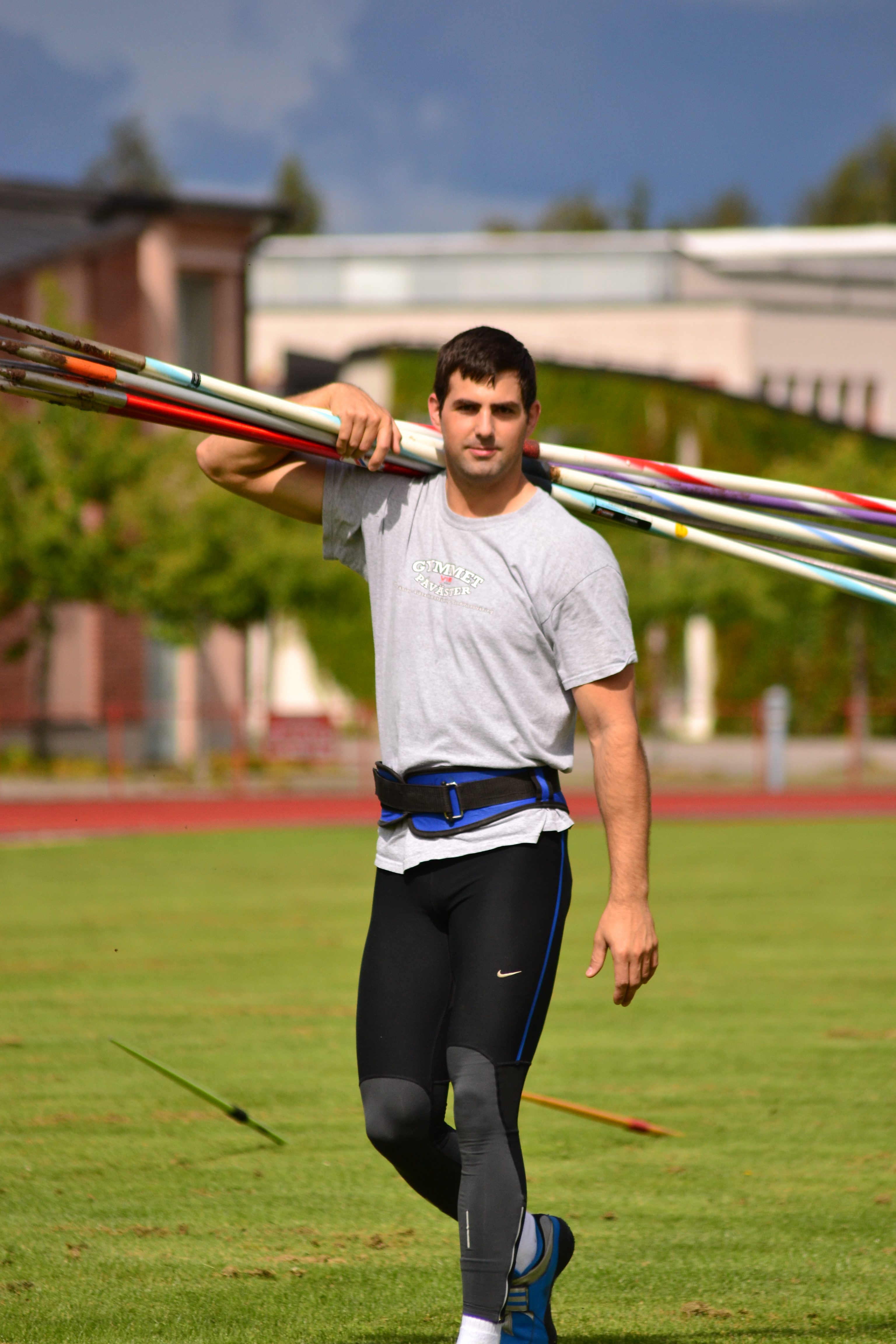
71,56 m reichten Jiannis Smalios bei Weitem nicht für die Teilnahme am Finale

| Platz | Name                | Nation       | Resultat (m) | 1. Versuch (m) | 2. Versuch (m) | 3. Versuch (m) |
| 1     | Teemu Wirkkala      | Finnland     | 83,57        | 76,89          | 83,57          | –              |
| 2     | Matthias de Zordo   | Deutschland  | 82,34        | 74,89          | 77,82          | 82,34          |
| 3     | Ainārs Kovals       | Lettland     | 79,32        | 78,58          | 78,22          | 79,32          |
| 4     | Andreas Thorkildsen | Norwegen     | 78,82        | x              | x              | 78,82          |
| 5     | Roman Awramenko     | Ukraine      | 78,11        | x              | 74,84          | 78,11          |
| 6     | Vítězslav Veselý    | Tschechien   | 77,76        | x              | 74,99          | 77,76          |
| 7     | Sergei Makarow      | Russland     | 76,69        | 76,69          | 74,13          | 74,54          |
| 8     | Csongor Olteán      | Ungarn       | 76,53        | 76,53          | 75,05          | x              |
| 9     | Gabriel Wallin      | Schweden     | 76,12        | 71,85          | x              | 76,12          |
| 10    | Jakub Vadlejch      | Tschechien   | 76,04        | x              | 76,04          | x              |
| 11    | Jiannis Smalios     | Griechenland | 71,57        | 71,57          | x              | –              |

### Gruppe B

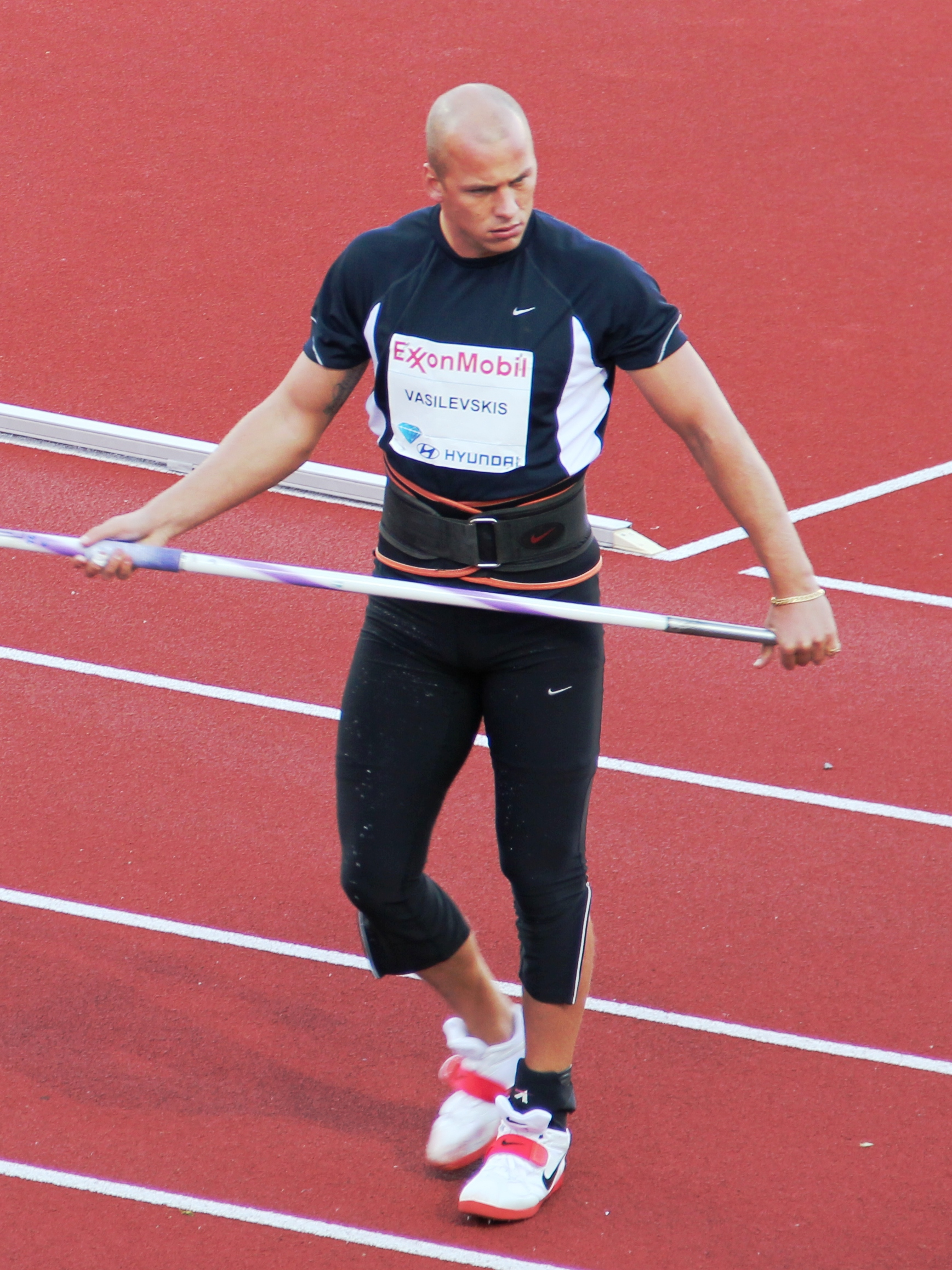
Vadims Vasiļevskis, 2004 Olympiazweiter, scheiterte hier mit 67,56 m in der Qualifikation

30. Juli 2010, 12:00 Uhr
| Platz | Name                | Nation     | Resultat (m) | 1. Versuch (m) | 2. Versuch (m) | 3. Versuch (m) |
| 1     | Tero Pitkämäki      | Finnland   | 83,15        | 76,65          | 83,15          | –              |
| 2     | Dmytro Kossynskyj   | Ukraine    | 79,29        | x              | 71,30          | 79,29          |
| 3     | Ēriks Rags          | Lettland   | 78,45        | x              | x              | 78,45          |
| 4     | Petr Frydrych       | Tschechien | 77,56        | 77,56          | x              | 75,96          |
| 5     | Oleksandr Pjatnyzja | Ukraine    | 77,54        | 77,20          | x              | 77,54          |
| 6     | Uladsimir Kaslou    | Belarus    | 76,29        | x              | 76,29          | 72,33          |
| 7     | Harri Haatainen     | Finnland   | 75,83        | 75,83          | x              | x              |
| 8     | Jérôme Haeffler     | Frankreich | 75,60        | 67,60          | 75,60          | x              |
| 9     | Rafael Baraza       | Spanien    | 73,34        | 72,96          | 68,22          | 73,34          |
| 10    | Martin Benák        | Slowakei   | 73,18        | 73,18          | x              | x              |
| 11    | Ilja Korotkow       | Russland   | 72,04        | 72,04          | x              | 71,07          |
| 12    | Vadims Vasiļevskis  | Lettland   | 67,56        | x              | x              | 67,56          |

## Finale
31. Juli 2010, 20:05 Uhr
| Platz | Name                | Nation      | Resultat (m) | 1. Versuch (m) | 2. Versuch (m) | 3. Versuch (m) | 4. Versuch (m)                         | 5. Versuch (m)                         | 6. Versuch (m)                         |
| 1     | Andreas Thorkildsen | Norwegen    | 88,37        | 86,32          | 88,37          | 86,30          | 84,12                                  | –                                      | 83,40                                  |
| 2     | Matthias de Zordo   | Deutschland | 87,81        | 86,22          | 87,81          | 87,06          | x                                      | x                                      | 84,12                                  |
| 3     | Tero Pitkämäki      | Finnland    | 86,67        | 81,47          | x              | 82,30          | 83,96                                  | 86,67                                  | 86,31                                  |
| 4     | Oleksandr Pjatnyzja | Ukraine     | 82,01        | 81.24          | 80,91          | 78,91          | 82,01                                  | 76,59                                  | x                                      |
| 5     | Teemu Wirkkala      | Finnland    | 81,76        | 78,52          | 76,94          | 81,76          | x                                      | 81,14                                  | 81,31                                  |
| 6     | Ainārs Kovals       | Lettland    | 81,19        | 81,19          | x              | x              | x                                      | 75,19                                  | 80,55                                  |
| 7     | Sergei Makarow      | Russland    | 80,86        | 80,86          | 78,31          | 78,89          | x                                      | x                                      | –                                      |
| 8     | Roman Awramenko     | Ukraine     | 79,52        | x              | x              | 78,65          | x                                      | x                                      | 79,52                                  |
| 9     | Vítězslav Veselý    | Tschechien  | 77,83        | 69,42          | x              | 77,83          | nicht im Finale der besten acht Werfer | nicht im Finale der besten acht Werfer | nicht im Finale der besten acht Werfer |
| 10    | Petr Frydrych       | Tschechien  | 77,30        | 77,30          | 76,69          | 76,76          | nicht im Finale der besten acht Werfer | nicht im Finale der besten acht Werfer | nicht im Finale der besten acht Werfer |
| 11    | Ēriks Rags          | Lettland    | 76,93        | x              | 76,93          | 76,08          | nicht im Finale der besten acht Werfer | nicht im Finale der besten acht Werfer | nicht im Finale der besten acht Werfer |
| 12    | Dmytro Kossynskyj   | Ukraine     | 73,26        | x              | 73,26          | 73,11          | nicht im Finale der besten acht Werfer | nicht im Finale der besten acht Werfer | nicht im Finale der besten acht Werfer |

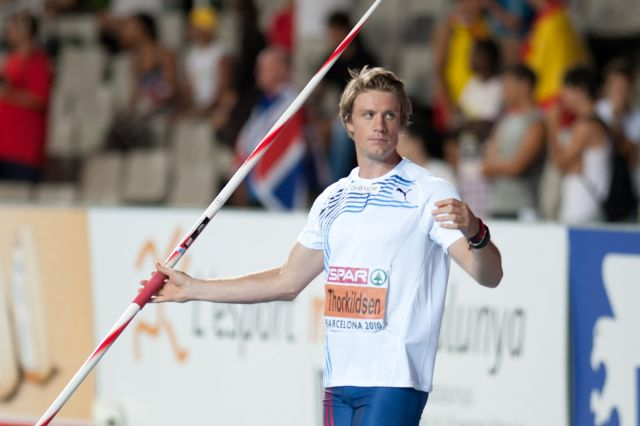
Andreas Thorkildsen errang seinen zweiten EM-Titel – er war auch der Olympiasieger von 2004/2008, Vizeweltmeister von 2005/2007 und Weltmeister von 2009

Der klar favorisierte amtierende Weltmeister und Olympiasieger Andreas Thorkildsen aus Norwegen gewann mit 88,37 m die Goldmedaille. Einen überraschenden zweiten Platz mit nur 56 Zentimetern Rückstand belegte mit einer Saisonbestleistung von 87,81 m der deutsche Linkshänder Matthias de Zordo. Der Finne Tero Pitkämäki, Weltmeister in Ōsaka 2007, errang mit 86,67 m die Bronzemedaille.

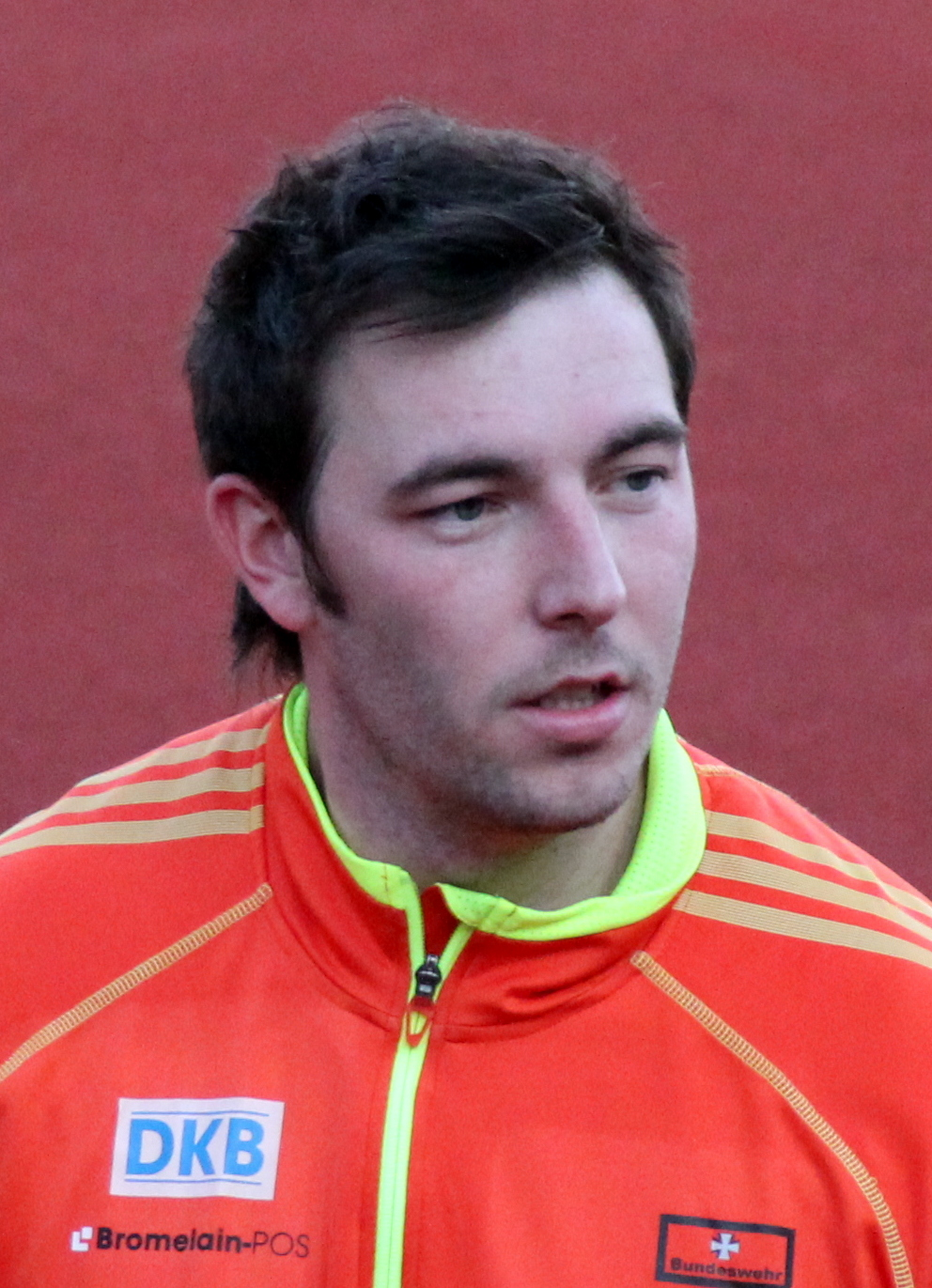
Vizeeuropameister Matthias de Zordo – im Jahr darauf wurde er Weltmeister
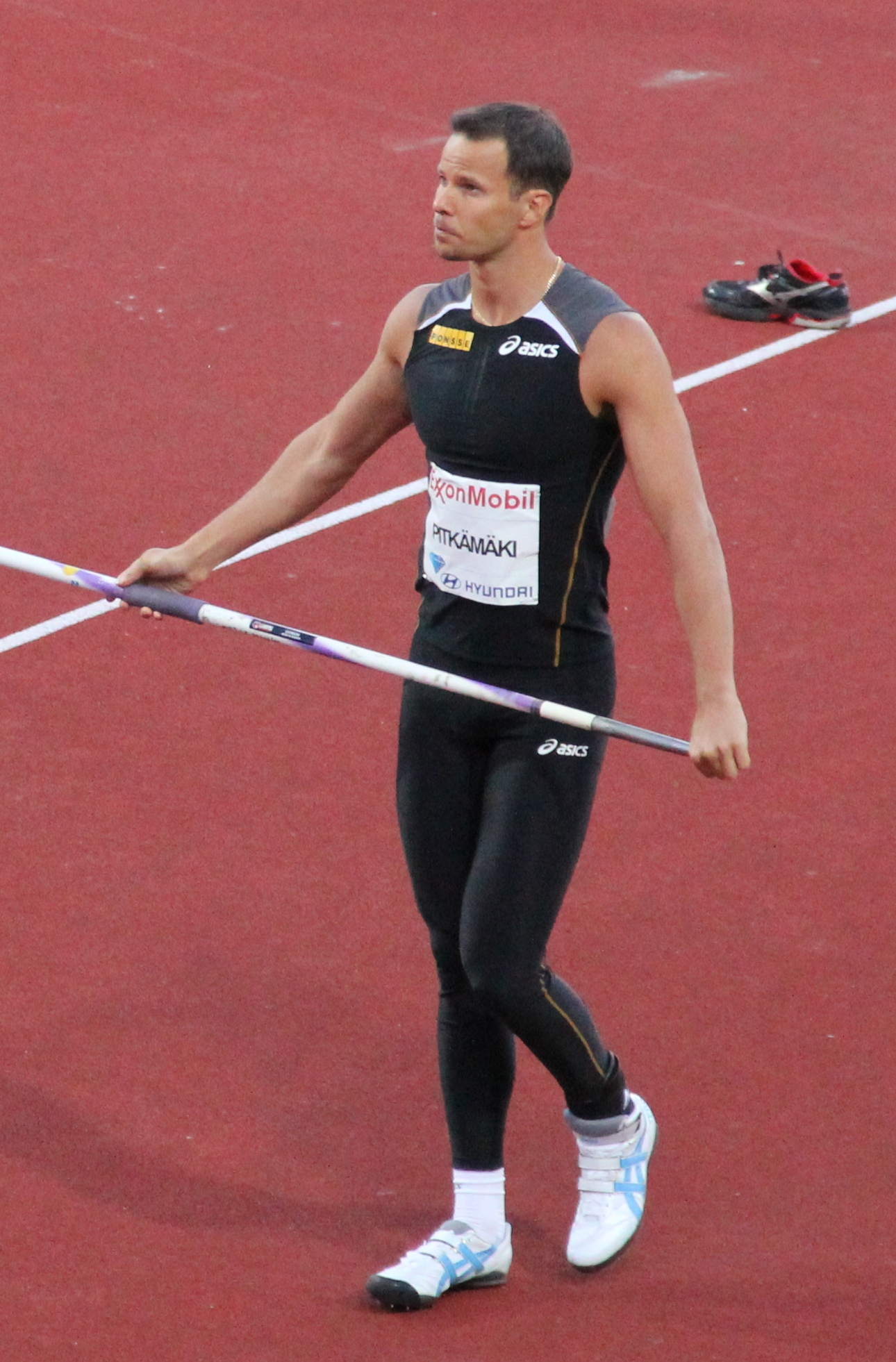
Tero Pitkämäki, 2007 Weltmeister und 2004 Olympiadritter, errang die Bronzemedaille
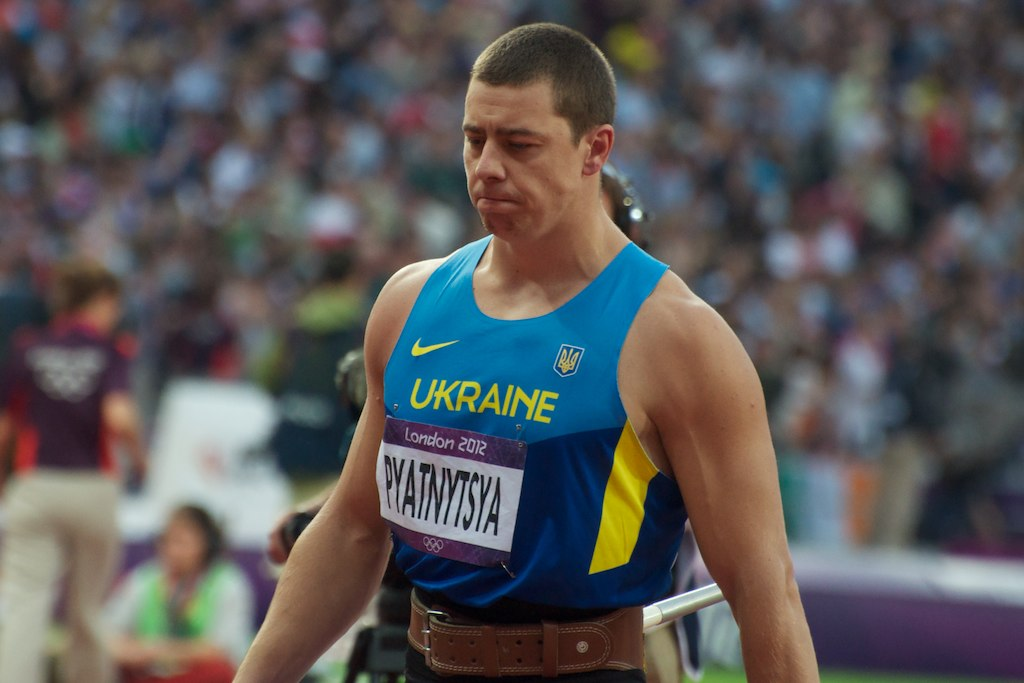
Rang vier für Oleksandr Pjatnyzja

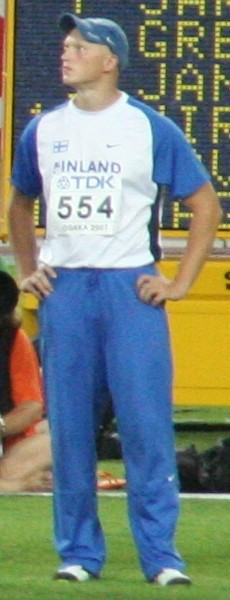
Teemu Wirkkala erreichte Platz fünf
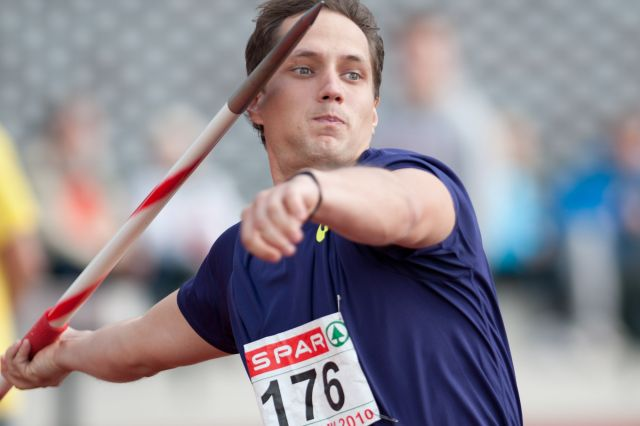
Vítězslav Veselý kam auf den zehnten Platz
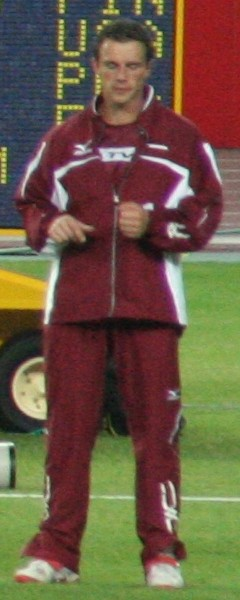
Ēriks Rags belegte Rang elf

## Videolinks
- Mens Javelin Throw European Champs 2010 Barcelona, youtube.com (englisch), abgerufen am 17. Februar 2023
- 2010 European Champs Javelin - Thorkildsen vs. De Zordo, youtube.com (englisch), abgerufen am 17. Februar 2023